# 張清 (成化進士)
張清（1439年—？），字澄源，直隸大同中屯衛人，軍籍。明朝政治人物。進士出身。

## 生平
順天府鄉試第七十四名。成化八年（1472年）壬辰科會試第七十四名，殿試登進士第三甲第一百零三名。

## 家族
曾祖父張以恭。祖父張義。父亲張輔。